# Freedom Shop
Freedom Shop – nowozelandzki anarchistyczny infoshop, który rozprowadza książki i informacje, z siedzibą w Wellington. Działa na zasadzie non-profit, transferując wszelkie dochody z powrotem do kolektywu.

## Opis
Sklep funkcjonował już pod różnymi adresami. Zajmuje się przede wszystkim sprzedaż książek o anarchizmie, feminizmie, prawach autochtonicznych, ekologii i szeregu zagadnień aktywistycznych. W ofercie dostępne są też naszywki, odznaki, ubrania i muzykę itd.
Sklep „Freedom Shop” powstał 1 maja 1995. Wówczas mieścił się przy górnej Cuba Street w dzielnicy Te Aro, w budynku zajmowanym wcześniej przez sklep NORML. NORML nadal płacił czynsz, a sklep prowadzony był przez wolontariuszy, wszelkie zyski były przeznaczane z powrotem na to przedsięwzięcie. W sklepie sprzedawano książki, czasopisma, broszury, ulotki, koszulki, naszywki, płyty i wlepki.
W latach 2000. plany budowy obwodnicy Wellington Inner City oznaczały eksmisję sklepu Freedom Shop. Planom się jednak sprzeciwiono. Kiedy do sklepu włamali się ochroniarze zatrudnieni przez Transit NZ i zmienili zamki, interweniowało 50 działaczy i na krótko ponownie otworzyli lokal. Freedom Shop przeniósł się do bardziej znanego miejsca w Cake Shop (gminny infoshop/kawiarnia internetowa na środku Cuba Street). Kiedy Cake Shop została zamknięta w 2005, Freedom Shop przeniósł się do Oblong (infoshop/kawiarnia internetowa) w lewobrzeżnym pasażu Te Aro. Oblong został zamknięty na początku 2009, a The Freedom Shop powrócił do prowadzenia straganów podczas imprez publicznych. Jednak od kilku lat Freedom Shop mieści się na rogu Newtown Opportunity for Animals Co-op Shop w Riddiford St, Newtown, Wellington.
W 2014 kolektyw opublikował pierwszy numer czasopisma "AARGH!" jako Aoteroa Anarchist Review. Dziesiąty numer został opublikowany w kwietniu 2019. Kolektyw utrzymuje bliskie związki z Aotearoa Indymedia i lokalnymi grupami radykalnymi, takimi jak 128 Community Centre.